# Pseudo-solarisatie

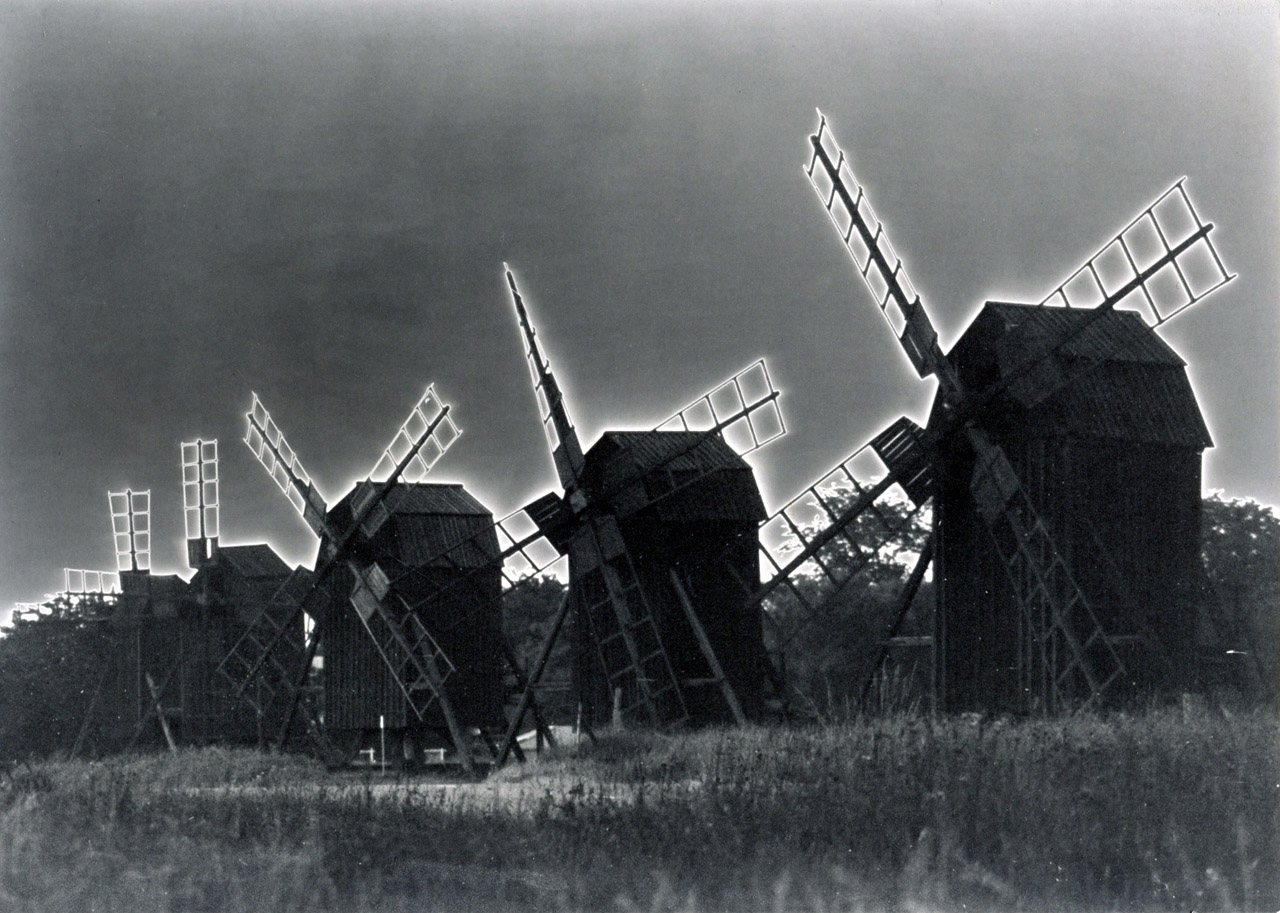
Pseudo-solarisatie van een zwart-wit negatief

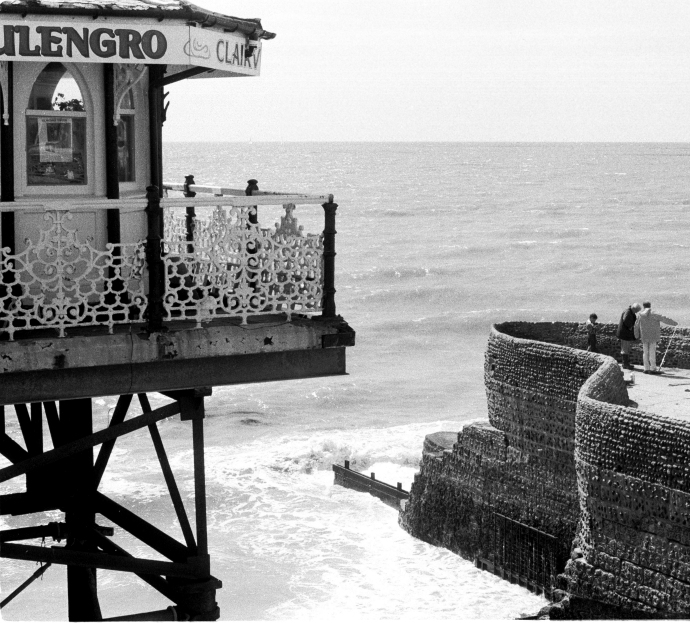
Normale afdruk

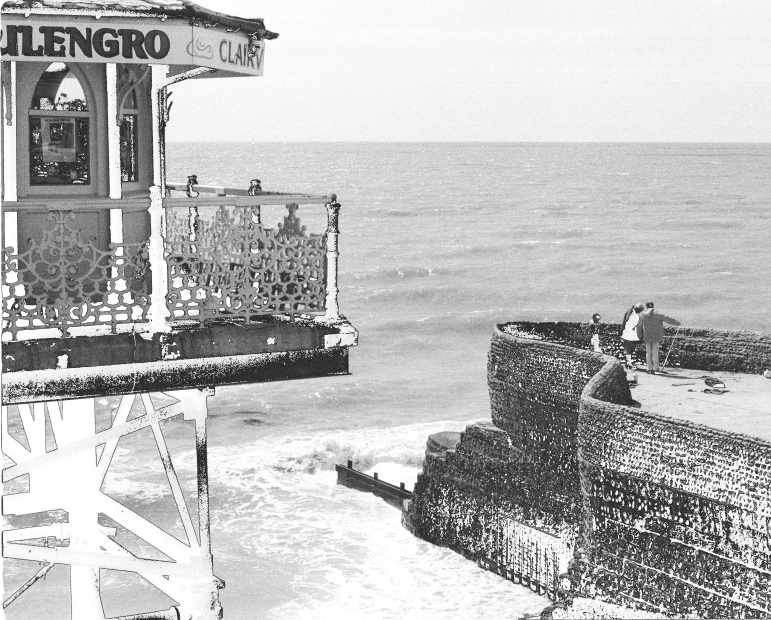
gepseudosolariseerde afdruk van hetzelfde negatief

Pseudo-solarisatie, ook bekend als sabattier-effect ontstaat in de fotografische donkere kamer wanneer tijdens de ontwikkeling van fotografisch materiaal (negatief film of positief print) het licht kortstondig wordt aangemaakt en verder ontwikkeld wordt. Dit heeft als gevolg een gedeeltelijke of gehele beeldomkering van een negatief in een positief resp. van een positief in een negatief. Sommige lichte delen worden donkerder en sommige donkere delen worden lichter. Vaak wordt de pseudo-solarisatie in populaire literatuur ingekort tot solarisatie en het maken van het effect heet dan solariseren. Echter het echte solarisatie-effect treedt uitsluitend op in de camera bij extreme overbelichting waarbij extreem overbelichte gedeelten (meestal de zon) niet de helderste gedeelten zijn maar grijs of zelfs zwart.
Om het pseudo-solarisatie effect te optimeren is een origineel met hoge beeldcontrast noodzakelijk.

## Geschiedenis
De pseudo-solarisatie werd, zoals vele fotografische effecten, bij toeval ontdekt door een fout tijdens de bewerking.

Het effect werd in 1859 door H. de la Blanchère voor het eerst beschreven in L'Art du Photographie. In 1860 werd het opnieuw beschreven door L.M. Rutherfurd en ook door C.A. Seely. in opeenvolgende uitgaven van The American Journal of Photography en in hetzelfde jaar door graaf Schouwaloff in de Franse publicatie Cosmos. De Franse wetenschapper Armand Sabatier publiceerde op 26 oktober 1860 een procedé voor het verkrijgen van directe positieven. Hij verwijst in dit artikel naar graaf Schouwaloff en A.L. Poitevin. Echter schijnt volgens de beschrijving het procédé geen enkele connectie te hebben met het sabattier-effect, aangezien geen gewag gemaakt wordt van het belichten van de collodiumplaten nadat de ontwikkeling begonnen was. De naam van de auteur werd foutief met dubbele 't' vermeld en daardoor heet het effect sindsdien in welhaast alle literatuur sabattier-effect. Sabatier beschreef in 1862 echter wel het effect op de juiste manier. Sabatier kon echter geen verklaring van het fenomeen vinden.
Het effect ontstond gewoonlijk per ongeluk door met actinisch licht de plaat of film tijdens de fotografische ontwikkeling te belichten. Praktisch betekent dit het licht in de doka even aan te maken en dan het fotografisch materiaal verder door te ontwikkelen. Uit vele publicaties uit de 19e eeuw wordt duidelijk dat velen het effect "ontdekten". De Dada artist Man Ray perfectioneerde de techniek van pseudo-solariseren in de jaren 30 van de twintigste eeuw nadat zijn collega Lee Miller het effect per ongeluk ontdekte in haar doka.

## Verklaring van het effect[6]
In tegenstelling tot vele andere fotografische effecten die vrijwel helemaal verklaard zijn, zijn over de mechanismen van de pseudo-solarisatie de meningen nog steeds verdeeld.

Echter over de volgende punten is men het wel eens:
- Dat het sabattier-effect of solarisatie berust wordt verworpen.
- De opvatting dat het sabattier-effect zuiver berust op een kopieereffect van zilver dat tijdens de eerste ontwikkeling ontstaan is en zo de daaronder liggende lagen tegen belichting beschermt, kan het effect niet volledig verklaren, aangezien het effect ook optreedt wanneer het fotografische materiaal door de achterzijde wordt belicht tijdens de ontwikkeling.
- Oxidatieproducten en bromide die tijdens de eerste ontwikkeling ontstaan bij de eerst ontwikkelde korrels, kunnen geen reden zijn dat een desensibilisatie ontstaat bij de in de camera niet belichte korrels.
- Men kan zich eveneens niet voorstellen dat zilver dat bij de eerste ontwikkeling ontstaan is, een desensibiliserende werking heeft op de eerst ontwikkelde korrels. Dit punt moet echter nog verder onderzocht worden.
- Alhoewel bij commerciële films en papieren de ontwikkelingssnelheid van het bij de tweede belichting ontstane latente beeld groter is dan bij de eerste belichting ontstane latente beeld, kan dit echter geen uitslag gevende reden van het sabattier-effect zijn.
- Meerdere auteurs zijn van mening dat het ontstaan van een latent, intern beeld bij de eerste belichting in de camera hetgeen in concurrentie kan treden met de tweede belichting door de ontwikkeling geactiveerde oppervlaktekiemen, het sabattier-effect ten dele kan verklaren.

## Agfacontour Professional film
Aangezien pseudosolarisatie totaal niet reproduceerbaar was en dus elk resultaat een toevalstreffer, heeft Agfa in 1970 een speciale vlakfilm op de markt gebracht met de naam Agfacontour Professional en die in een enkele bewerking direct het effect liet ontstaan. Aangezien het effect volkomen stuurbaar was, kon men op deze wijze vrij eenvoudig (belichten en in de speciale Agfacontour ontwikkelaar ontwikkelen) de karakteristieke lijnen en vlakken laten ontstaan. Het effect bleek namelijk bijzonders geschikt te zijn om sabattier-equidensieten te produceren. De reden voor het op de markt brengen van de Agfacontour Professional film ligt in het feit dat de karakteristieke lijnen en vlakken voor de wetenschap en grafische sector bijzonder in het belang vallen.
Het moet hier vermeld worden dat ook met "gewone" fotografische materialen een reproduceerbaar procedé kan worden bereikt door contrastrijke materialen in speciale pseudosolarisatie ontwikkelaars te behandelen.

## Digitale fotografie

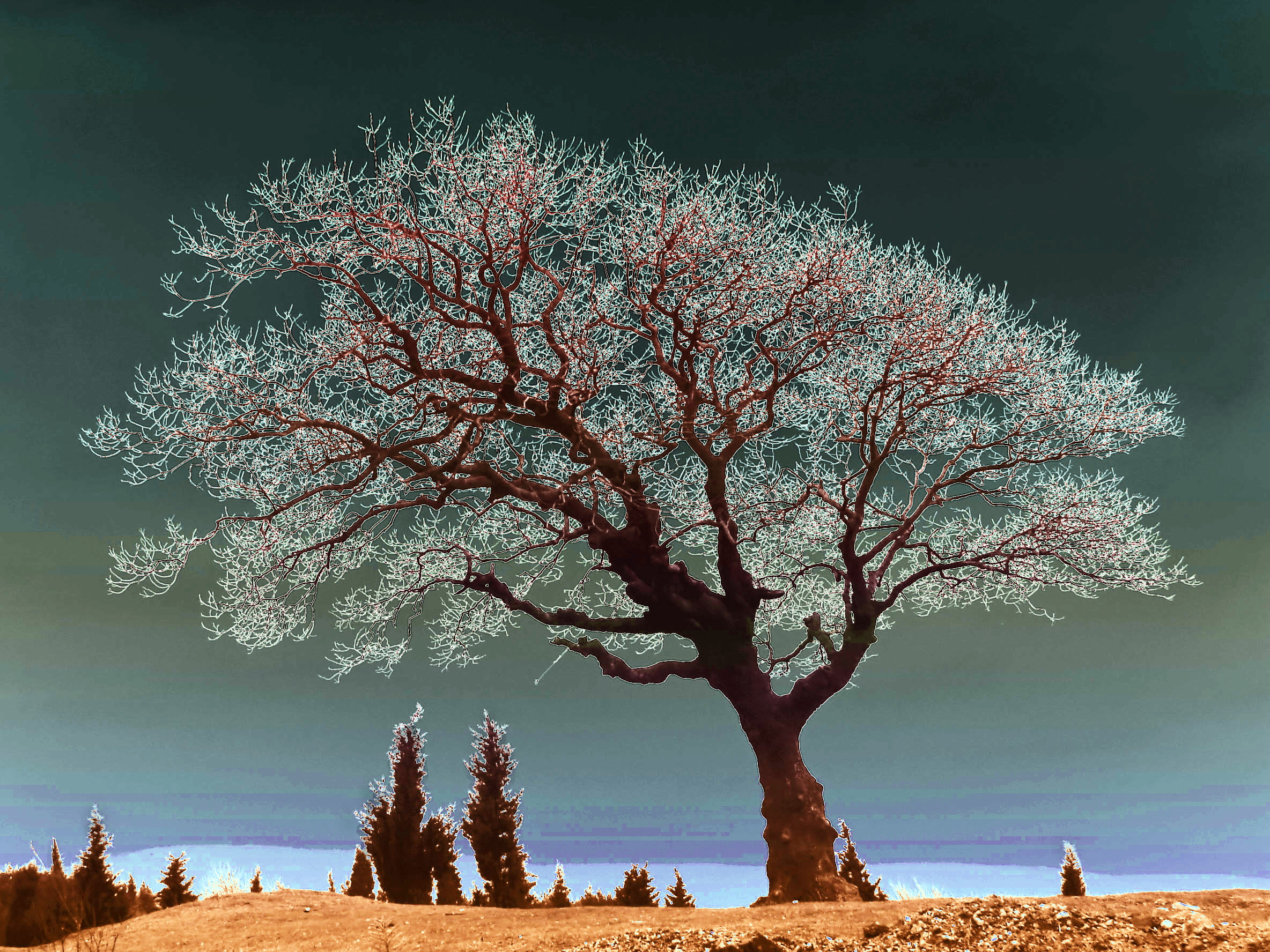
Een digitaal gepseudosolareerde kleurenfoto

De pseudosolarisatie kan niet direct in de digitale camera ontstaan als effect. Hiertoe moet men in een foto bewerkingsprogramma zoals Photoshop de functie "Curves" oproepen en de normaliter rechte, diagonale lijn handmatig veranderen in een "u" vorm. Dit kan voor elke kleur afzonderlijk gedaan worden waardoor veel mogelijkheden openstaan die bij de pseudosolarisatie niet of nauwelijks te verwezenlijken zijn.